# Марилья, Проспер
Проспер Марилья (фр. Prosper Marilhat; 26 марта 1811[…], Вертезон — 13 сентября 1847[…], Париж) — французский живописец-ориенталист.
Окончив свое обучение у Рокплана, в Париже, он совершил в 1831—1833 гг. путешествие по Востоку, определившее собой его художественное направление. Богатое собрание этюдов и набросков, привезённых им из этого путешествия, служило материалом для последующих его работ. В Италии он едва не поддался гибельному для него влиянию Алиньи, написав в классическом стиле пейзаж: «Сады Армиды». Опыт оказался неудачным, и художник повторил его лишь в «Купальне Дианы».
Затем, в продолжение нескольких лет, Марилья находился под влиянием Декана; в это время явились его «Развалины Бальбека», виды Каира и некоторые другие картины. В ту пору он делает с большим трудом попытки отыскать свою дорогу, но его краски впадают в красноту, а фактура страдает ненужной пастозностью, и только после многих усилий с его стороны колорит его становится золотистым, а исполнение более простым и уверенным. К этому периоду деятельности Марилья относятся его картины: «Вид в Триполисе (Сирии)», «Берега Нила», «Мечеть в Розетте» и др.
После новых усилий он идет ещё дальше, и в восьми картинах, выставленных им в Парижском салоне 1844 г.: «Кофейня на дороге в Сирии», «Сирийские аравитяне в дороге», «Египетский город в сумерках» и др., достигает апогея своего мастерства и упрочивает за собой славу неподражаемого истолкователя красот восточной природы. В Государственном Эрмитаже хранятся его картины: «Улица Эзбекия в Каире» и «Берег Нила».